# Велика (вилает Лозенград)
Вижте пояснителната страница за други значения на Велика.
Велика (на турски: Balaban, Балабан) е село в околия Малък Самоков, вилает Лозенград (Къркларели), Турция. Според оценки на Статистическия институт на Турция през 2018 г. населението на селото е 376 души.

## География
Селото се намира в историко–географската област Източна Тракия, в планината Странджа, на 7 километра западно от град Малък Самоков (Демиркьой).

## История
В XIX век Велика е село във Визенска и Малкотърновска кааза на Османската империя. През на 60-те години на XIX век за известно време жителите на Велика приемат униятството. Според някои данни през март 1862 година в Беллика униатски са 50 къщи в селото. По-късно селото се връща в лоното на православието. През 70-те години на 19 век в селото функционира българско училище, което е повод за спорове между българската и гъркоманската партия.
Според „Етнография на вилаетите Адрианопол, Монастир и Салоника“, издадена в Константинопол в 1878 година и отразяваща статистиката на населението от 1873 Велика (Velika) е село във Визенска каза с 55 домакинства и 272 жители българи. Според статистиката на професор Любомир Милетич в 1912 година в селото живеят 104 български екзархийски семейства или 529 души.
При избухването на Балканската война в 1912 година трима души от Велика са доброволци в Македоно-одринското опълчение.
Българското население на Велика се изселва след Междусъюзническата война в 1913 година. 66 семейства се заселват в село Потурнак, днес Велика, Бургаска област, 17 – в населената местност Ембелец (днес Лозенец, община Царево), 7 – в Русокастро, 5 – в Сеймен, както и на други места.

## Личности
Родени във Велика
- Георги Кондолов (1858 – 1903), български революционер, войвода на ВМОРО
- Георги Станев Кондолов (1883 – след 1943), македоно-одрински опълченец, племенник на Георги Кондолов, 2-ра отделна партизанска рота на Михаил Герджиков;[7][8] на 3 март 1943 година като жител на Лозенец, Царевско, подава молба за българска народна пенсия, която е е одобрена и пенсията е отпусната от Министерския съвет на Царство България[9]
- Васил Попов (1882 – 1934), български революционер
- Евтим Воденичаров (1901 – 1979, София), председател на културно-просветното дружество „Тракия“, София[10]
- Желязко Карачорбаджиев, деец на ВМОРО, четник[11]
- Иван Георгиев Загорчев, деец на ВМОРО, войвода на селската смъртна дружина през Илинденско-Преображенското въстание[12]
- Иван Костов (1886 – 1913), македоно-одрински опълченец, 2 рота на 12 лозенградска дружина, загинал на 3 май 1913[13]
- Никола Велков (1886 – ?), македоно-одрински опълченец, 2 рота на Лозенградската партизанска дружина[10][14]